# Hirtella scabra
Hirtella scabra är en tvåhjärtbladig växtart som beskrevs av George Bentham. Hirtella scabra ingår i släktet Hirtella och familjen Chrysobalanaceae. Inga underarter finns listade i Catalogue of Life.